# Răsuceni
Răsuceni is een Roemeense gemeente in het district Giurgiu.
Răsuceni telt 2498 inwoners.